# Operațiunea Mânia lui Dumnezeu
Operațiunea Mânia lui Dumnezeu (în ebraică מבצע זעם האל‎, transliterat: Mivța Za'am Ha'el), sau Operațiunea BaionetăA, a fost o acțiune secretă a Mosadului Israelian declanșată ca urmare a asasinării a 11 sportivi israelieni delegați la Olimpiada de la München (1972) de către organizația teroristă palestiniană Septembrie Negru și ca parte din războiul dintre Israel și organizațiile teroriste palestiniene.
Ordonată de către prim-ministrul israelian Golda Meir în toamna anului 1972 „Operațiunea Mânia lui Dumnezeu” a continuat circa 20 de ani, perioadă în care au fost urmăriți și eliminați membri ai grupului terorist palestinian Septembrie Negru implicați în asasinatele de la München și ai Organizației pentru Eliberarea Palestinei (OEP) responsabili cu organizarea atacului terorist. Agenți israelieni au identificat și eliminat zeci de teroriști în întreaga Europă, dar și pe un chelner marocan nevinovat, Ahmed Bushiki, în Lillehammer, Norvegia, din cauza unei erori de identificare (o mare asemănare cu liderul lui „Septembrie Negru” Ali Hassan Salameh), eroare care s-a soldat cu arestarea, judecarea și condamnarea a 5 membri ai comandoului israelian și cu complicații la nivel diplomatic între Norvegia și Israel (vezi Afacerea Lillehammer).    

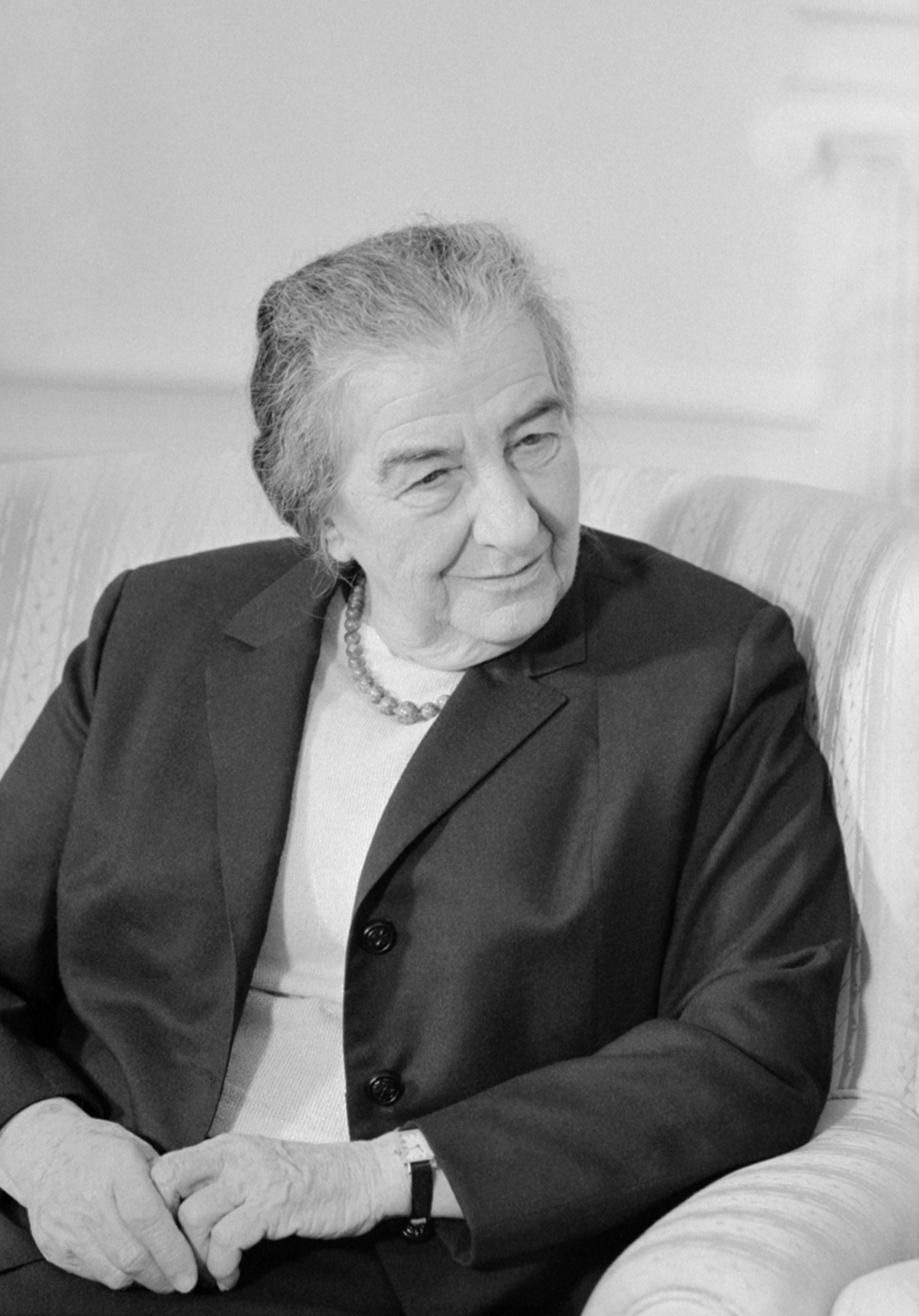
Golda Meir, prim-ministrul Israelului

## Exportarea conflictului israelo–arab
Îndemnată de statele sponsori din grupul sovietic și susținută energic de marea (a doua după Fatah) și belicoasa organizație (Comunist-Marxist-Leninistă fondată în 1967) „Frontul Popular pentru Eliberarea Palestinei (FPEP)”B revoluția palestiniană decisese încă din anii 1968-70 să se extindă dincolo de granițele regionale folosind ca principală tactică de război terorismul internațional. Primul atac terorist s-a produs în 1968 cu răpirea unui avion civil israelian El Al aflat în cursă regulată de la Roma la Tel Aviv și deturnarea sa spre Algeria.
După doi ani, ziua de 6 septembrie 1970 le-a adus un succes mediatic grandios palestinienilor cu răpirea a 4 avioane civile: cursa Swissair de la Zürich spre New York și TWA de pe ruta Frankfurt - New York au fost deturnate spre Zarka, în Iordania iar un avion Pan Am plecat de la Amsterdam spre New York a fost răpit și forțat să aterizeze la Cairo. Al patrulea avion a fost un El Al decolat și el, de la Amsterdam spre New York, dar cei trei teroriști, doi bărbați și o femeie, celebra Leila Khaled (femme fatale a „Frontului de Luptă Palestinian” și în relații deosebit de strânse cu dr. Wadi Haddad, șeful de operațiuni al FPEP) au avut ghinionul să fie surclasați de agentul de apărare israelian aflat pe bord, ajutat de călători. Aeronava a aterizat forțat la Londra cu cei doi teroriști răpuși și cu d-ra Khaled ușor rănită. Cererea israeliană de extrădare pentru a fi judecată în Israel, pe motivul că atacul terorist s-a produs la bordul unui avion considerat teritoriu israelian a fost respinsă de britanici, care au avut de suferit consecințe: la 9 septembrie avionul britanic din cursa BOAC Bombay - Londra a fost răpit și deturnat și el, spre Zarka-Iordania.
Aceste avioane, după ce au fost golite de pasageri, au fost detonate în fața presei internaționale.

## Planificarea
„Le vom reteza mâinile celor care ne omoară copiii (în engleză : "We will chop off the hands of those who kill our children")”— Golda Meir în Knesset, octombrie 1972
Ca reacție la asasinarea celor 11 sportivi israelieni delegați la Olimpiada de la München (1972) de către organizația teroristă palestiniană Septembrie Negru și pentru a împiedica viitoare acțiuni similare, prim-ministrul Golda Meir a creat „Comitetul X”, un mic grup de oficiali însărcinați cu formularea unui răspuns Israelian, sub conducerea Ministrul Apărării, generalul (rez.) Moșe Dayan, generalul Aharon Yariv consultantul primului ministru în lupta anti-teror, directorul Mosadului, generalul (rez.) Zvi Zamir ș.a. Comitetul a ajuns la concluzia că pentru a împiedica viitoare incidente împotriva Israelului trebuie să fie eliminați cei care au luat parte la hotărârea, organizarea, comanda și execuția masacrului. Decizia de a se recurge la astfel de represalii a fost luată după discuții îndelungate, nu ca o răzbunare, ci pentru a asigura securitatea cetățenilor israelieni în țară și peste hotare. Golda Meir a autorizat acțiunea fără entuziasm, dar orice ambivalență simțită de ea a dispărut când cei trei teroriști supraviețuitori ai masacrului de la München au fost eliberați câteva luni mai târziu de către Germania Federală, îngenunchiată de cererile răpitorilor unui avion Lufthansa.
Prima sarcină a comitetului de informații israelian a fost de a face o listă a tuturor celor implicați în asasinatul din München. Această sarcină a fost îndeplinită cu ajutorul agenților Mosadului din PLO și cu colaborarea agențiilor europene de informații (cu excepția statelor din grupul sovietic, toate țările europene au fost gata să colaboreze tacit pentru a elimina grupările teroriste din propriul teritoriu). Conținutul întregii liste este necunoscut, se presupune un număr de 20-35 de candidați aparținând grupărilor Septembrie Negru și elemente din PLO. Mosadul a fost însărcinat cu localizarea indivizilor și eliminarea lor, păstrând criterii de ambiguitate și de detașare a acestor acțiuni de organele israeliene. În plus, scopul operațiunilor era să instaureze frica printre teroriștii palestinieni. După spusele lui David Kimche, fostul adjunct al comandantului Mosadului, „Scopul nu a fost răzbunarea, ci înfricoșarea. Voiam să îi facem să se uite peste umăr și să simtă că suntem pe urmele lor. Tocmai de aceea am încercat să facem mai mult decât să lichidăm un 
trecător pe stradă, ceea ce e prea ușor”.

## Organizarea
Mai multe descrieri au apărut, inclusiv literatură de S.F. și filme, în ceea ce privește grupurile trimise de Mosad pentru executarea operațiunii ordonate. Este posibil că diferite grupuri să fi fost formate pentru diferite obiective, ca rezolvarea problemelor de logistică, culegerea de informații etc., în diferite sau suprapuse perioade de timp. În funcție de calitatea surselor, indubitabil, astfel de acțiuni au fost acoperite cu o pâclă deasă de dezinformare, care a dus la raportare și informații contradictorii. Rămâne certitudinea execuțiilor. De menționat că au fost cazuri - vezi mai jos - în care, folosind ocazia, lideri ai OEP au fost eliminați de grupări și personalități palestiniene concurente, precum Abu Nidal și chiar Arafat, care nu suporta să fie suprasolicitat.
Se știe că agentul Mosadului care a organizat și condus echipele, Michael Harari, a declanșat și acțiuni nu au fost întotdeauna sub aprobarea guvernului. Simon Reeve, aventurier și prezentator la TV. britanică, susține că echipele Mosadului erau formate din cincisprezece oameni împărțiți în cinci echipe : „A” (în ebraică : „Alef”, doi executanți antrenați, „B" (în ebraică :„Bet", două gărzi de acoperire, „H” (în ebraică :"Het", doi agenți care se ocupau cu logistica - închiriau camere de hotel, apartamente, mașini, ș.a. - „Y” (în ebraică :"Ayin", cuprinzând între șase și opt agenți, coloana vertebrală a operațiunii, mușamalizând țintele și stabilind o cale de scăpare pentru trupele Alef și Bet.; și „K” (în ebraică :„Kof”, doi transmisioniști. 
Această descriere este similară cu cea a agentului repudiat al Mosadului, Victor Ostrovsky. De fapt, Ostrovsky scrie în cartea să că echipele Kidon au efectuat execuțiile.
Corespondentul lui Time magazine’s Military and Intelligence Affairs la Ierusalim, Aaron J. Klein descrie detailat că aceste grupe de agenți făcuseră parte dintr-o unitate numită Cesarea, care a fost reorganizată și redenumită Baionetă (în ebraică :Kidon) în mijlocul anilor 1970. Harari a comandat trei echipe Cesarea de câte doisprezece membri fiecare, care erau împărțiți în trupe de logistică, supraveghere și execuție.  
Una dintre trupele ascunse a fost descoperită în urma afacerii Lillehammer, când cinci trimiși ai Mosadului au fost arestați de autoritățile norvegiene (al șaselea, Harari a apucat să fugă în Israel). Un articol în revista Time a stabilit numărul de membri Mosad uciși la cincisprezece, iar acest lucru este similar cu descrierile de mai sus.
Un misterios detectiv particular din New York, Juval Aviv (nume cu rezonanțe ebraice) a publicat în 1984 în Canada o carte pe numele „Răzbunarea” („Vengeance”), în care susține că ar fi fost agent al Mosadului și că deține informații precum că Mosadul a organizat o echipă de cinci oameni instruiți în informații, pe care el a condus-o în Europa. Cu câteva ore înainte de fiecare asasinare, familia fiecărui bărbat ar fi primit flori și o notă de condoleanțe în care scria: „O reamintire că noi nu uităm și nu iertăm.” Aviv mai declară că echipa nu era sub comanda directă guvernului și că ținea legătura doar cu Harari. Este puțin probabil că fiecare agent israelian primește directive de activitate direct din partea guvernului, în fapt, se pare că singurul care l-a luat în serios pe Aviv a fost cineastul Steven Spielberg cu ocazia adunării de material pentru filmul pe temă.

## Operațiuni

### „Lista de suprimări aGoldei Meir”
Presupusa „listă de suprimări a Goldei Meir” se bazează pe supoziții, pornind de la rezultate și nu pe documente sau mărturii notabile:
1. Abdel Wael Zwaiter - Roma, octombrie 1972;
2. Mahmud Hamchari - Paris, decembrie 1972;
3. Al Kubeisi - Paris, aprilie 1973;
4. Muhamed Budia - Paris, aprilie 1973;
5. Bașir Abdel Hir - Cipru, ianuarie 1973;
6. Ahu Zeid - Atena, aprilie 1972;
7. Kamal Aduan - Beirut, aprilie 1973;
8. Muhamed Yusuf al-Najar, zis Abu Yusuf - Beirut, aprilie 1973;
9. Butrus Naser - Beirut, aprilie 1973;
10. Ali Hassan Salameh zis Prințul Roșu - Beirut, ianuarie 1979;
11. Halil al-Wazir, zis Abu Jihad, adjunctul și șeful de operații al lui Arafat - Tunis, 16 aprilie 1988;
12. Wadie Hadad mort de leucemie în 1978 în Berlinul de Est.
13. Salah Halaf, zis Abu Ayad - ucis în ianuarie 1991 la Tunis de un agent irakian.
14. Atef Bseiso - Paris, iunie 1992.

### 1972
La două zile după masacrul din Mănchen, Israelul a bombardat taberele de antrenament ale teroriștilor OEP din Liban.
În 16 octombrie 1972 Abdel Wael Zwaiter, reprezentantul OEP în Italia și membru al organizației Septembrie Negru, a fost împușcat de unsprezece ori în intrarea la apartamentul său din Roma, de către doi agenți israelieni. Israelul a considerat că Wael Zwaiter a fost implicat într-un complot eșuat împotriva unui avion El Al, iar purtătorii de cuvânt ai OEP-ului au afirmat că israelienii au ucis un nevinovat luptător pentru pace, antiterorist și cu vederi de stânga. 
A două țintă a Mosadului a fost Dr. Mahmoud Hamshari, care a fost reprezentantul PLO în Franța - Israelul susține că el a fost comandantul lui Septembrie Negru în Franța. Folosind un agent pe post de jurnalist, Mosadul l-a atras în afară apartamentului sau din Paris în timp ce o echipă i-a plantat o bombă sub măsuța pentru telefon. În 8 decembrie 1972, Hamshari a primit un apel pe telefon iar odată ce a ridicat receptorul un semnal de detonare a fost trimis prin telefon la bombă. Hamshari a murit la o lună după explozie din cauza rănilor survenite.

### 1973
În noaptea din 24 Ianuarie, 1973, Hussein Al Bashir (Hussein Abad Al Chir), reprezentantul Fatahului în Cipru și-a stins lumina în camera sa din hotelul „Olimpic” din Nicosia. Câteva momente mai târziu, o bombă amplasată sub pat a fost detonată, ucigându-l. Israelul credea că Al Bashir era liderul Septembrie Negru în Cipru, dar relațiile sale cu KGB puteau fi și ele, un  motiv pentru a fi eliminat. Agenții s-au întors în Paris în 6 aprilie, 1973, când Dr. Basil al-Kubaissi,un profesor de drept la Universitatea Americană din Beirut, suspectat de Israel de procurarea de arme pentru Septembrie cel Negru și de implicarea în alte comploturi palestiniene, a fost împușcat când se întorcea acasă de la cină. Ca și în suprimările anterioare, el a fost împușcat cu 12 gloanțe de către doi agenți Israelieni. 
Parte dintre cei urmăriți de Mosad erau, vremelnic inabordabili, deoarece erau bine păziți în Liban dar, în timpul nopții de 9 aprilie 1973 unitatea de comando a Zahalului, Saieret Matcal, sub comanda viitorului prim ministru Ehud Barak a inițiat mai multe razii în Beirut și Sidon, unde au reușit să elimine mai mulți lideri ai PLO, precum pe Muhammad Youssef al-Najjar (Abu Youssef), Kamal Adwan, Kamal Nasser, (Rami Adwan, fiul lui Adwan, se afla în apartament când tatăl sau a fost executat și a declarat apoi că acesta nu fusese implicat în atacul de la München, care era o pedeapsă trimisă de Dumnezeu Israelienilor cotropitori și ucigași).  
Zaiad Mucasi și Al Bashir au fost împușcați în Cipru, ultimul, într-un hotel pe data de 11 Aprilie. Abdel Hamid Shibi  și Abdel Hadi Nakaa au fost incendiați în propriul automobil în timp ce se aflau în Roma. Mohammad Boudia, algerian, comandantul operațiunilor lui Black September a fost detonat pe data de 28 Iunie 1973 la Paris cu o bombă amplasată sub mașină.

### Ali Hassan Salameh
Mosad a continuat să-l caute pe Ali Hassan Salameh, numit „Prințul Roșu” care era șeful operațiunii „Forța 17” Conform israelienilor, Septembrie cel Negru a organizat și executat masacrul de la München. Această teză a fost contestată de către oficialii lui Septembrie cel Negru care spuneau că în timp ce ei erau implicați în multe atacuri din Europa, Salameh nu era înștiințat cu toate evenimentele de la München. Aproximativ după un an de la întâmplarea evenimentului de la München, agenți ai Mosadului au crezut că în sfârșit, datorită unei asemănări uluitoare l-au localizat  pe Salameh într-un orășel din Norvegia numit Lillehammer. Pe data de 23 iulie 1973  în cea ce va deveni cunoscută ca „Afacerea Lillehammer”, a fost ucis Ahmed Bouchiki, un chelner marocan total detașat de atacul de la München și Black September. Șase oameni din Mosad, incluzând și două femei au fost capturați de către autoritățile Norvegiene. Liderul Mike Harari și alte ajutoare au reușit să scape. Cinci dintre cei prinși au fost găsiți vinovați pentru ucidere și întemnițați, dar au fost eliberați și s-au întors în Israel pe data de 1975. Victor Ostrovsky susține că Salameh conducea din spate Mosadul dându-le informații false despre ascunzișurile sale. În consecința afacerii, s-a produs un scandal internațional. Investigațiile  Norvegienilor și dezvăluirile agenților capturați i-au compromis pe restul agențiilor Mosad din Europa, incluzând ascunzători, agenți și metode operaționale. După cinci ani, primul ministru israelian Menachem Begin a decis să se repornească operațiunea și să-i găsească pe teroriștii palestinieni care mai erau încă în libertate. Mosadul a început supravegherea tuturor mișcărilor ale lui Salameh după ce l-au urmărit la Beriut în toamna târzie din noiembrie 1978, o agentă din Mosad - s-a identificat că fiind Erika Chambers - intrând în Liban cu un pașaport Britanic eliberat pe data de 1975,  a închiriat un apartament pe strada Rue Verdum care era frecventata de către Salameh. Au fost acționați mai mulți agenți dintre care, doi identificați sub numele de Peter Scriver și  Roland Kolberg, care călătoreau cu pașapoarte englezești respectiv Canadiene. Aceștia au amplasat un Volkswagen cu explozive pe strada respectivă, lângă  apartamentul închiriat lui Salameh și, la ora 3:35 după amiază, pe data de 22 Ianuarie 1979, Salameh și paznicii săi au venit într-un Chevrolet în timp ce explozivul din Volkswagen a fost detonat prin intermediul undelor radio, eliminând pe toți cei aflați în automobil, după cinci eșecuri de al asasina pe Salameh. Explozia a avut și victime nevinovate, printre care, un student englez, o călugăriță germană și alți 18 răniți. Agenții Mosadului au izbutit să se retragă.

### Teroriștii de la München
Trei din cei opt teroriști care au executat masacrul de la München au supraviețuit încercării de salvare a operațiunii la baza aeriană FA¼rstenfeldbruck și au fost luați în custodia germană.  
Jamal Al-Gashey, Adnan Al-Gashey și  Mohammed Safady au fost eliberați câteva săptămâni mai târziu după ce teroriștii din avionul Luftansa zborul LH-615 au cerut eliberarea lor din arestul Germaniei de Vest. S-a crezut că Adnam Algashei și Mohammed Safady au fost asasinați câțiva ani după masacru. Algasei a fost găsit după ce l-a contactat pe vărul sau în Gulf state și Safadi a fost găsit deoarece a rămas în contact cu familia să din Liban. Aceste afirmații au fost contestate într-o carte recent scrisă de Aaron Klein care susține că Adnan a murit de infarct în anii '70 și Safady a fost omorât de către un Falangist creștin. Prin anii '80 un activist din PLO, prieten cu Safady susținea că acesta mai trăiește și azi. 
Jamal Al-Gashey s-a refugiat în Africa de Nord, unde a avut un interviu în 1999 cu directorul Kevin Macdonald pentru documentarul „One day în september” și se presupune că încă mai trăiește.

### Alte acțiuni
Împreună cu asasinarea directă Mosadul a folosit o varietate de alte mijloace pentru a răspunde la masacrul din München și pentru a descuraja terorismul pe viitor. Victor Ostrovsky susține că acestea au inclus și un război psihologic cum ar fi necrologuri ale soldaților încă în viață și trimiterea informațiilor personale în detaliu către ceilalți. Mosadul s-a antrenat într-o campanie de „scrisori bombe” împotriva oficialilor palestinieni din Europa. Istoricul Benny Moris scrie că aceste atacuri nu au cauzat răni fatale țintelor care includeau persoane din Algeria și Libia, studenți activiști palestinieni în Bonn și Copenhaga.

### Alte asasinări
Câteva asasinări sau încercări de asasinare au fost atribuite campaniei „Furia lui Dumnezeu”, deși există îndoieli dacă Mosad se afla în spatele acestora. Prima astfel de asasinare a avut loc în 27 iulie 79 când capul operațiunilor militare PLO, Zuheir Mohsen a fost împușcat în Cannes, Franța, la ieșirea dintr-un cazinou. Mosadul, alături de palestinieni și egipteni au fost învinuit de către diferite surse. Abu Daud, un comandant al Septembrie cel Negru care a susținut că a ajutat la planificarea atacului de la München, a fost împușcat la 1 august 1981 de către un lunetist în Varșovia dar, este neclar cine l-a executat. În data de 8 iunie 1992 și capul inteligenței PLO, Atef Bseiso, a fost omorât de către doi lunetiști.

## Reacția

### Răspunsul celor de la Septembrie cel Negru
Septembrie cel Negru nu a reușit nici odată să conducă o operațiune de magnitudinea masacrului de la München după operațiunea „Furia lui Dumnezeu”, deși a încercat și a condus un număr de atacuri și răpiri, împotriva Israelului.
Asemenea campaniei „scrisori bomba” ale Mosadului o multitudine de  scrisori bombă au fost trimise de la Amsterdam către posturile diplomatice Israeliene în septembrie și octombrie 1972, omorându-l pe consilierul agricol al Israelului, Ami Shacori.
În 28 Decembrie 1972 patru membri ai Septembrie cel Negru au ocupat ambasada Israeliană din Bangkok, ținând 12 ostatici. Deși cerințele lor nu au fost îndeplinite s-a negociat eliberarea ostaticilor iar teroriștilor  le-a fost oferit un pasaj sigur către Cairo. 
Un alt atac a fost plănuit de Septembrie cel Negru când au auzit că primul ministru Golda Meir va călători la Roma să se întâlnească cu Papa Paul al VI-lea în ianuarie 1973. Mai multe lansatoare de rachete Strela 2 au fost aduse în Italia și amplasate împrejurul aeroportului Fiumicino. Atacul a fost depistat și neutralizat în ultimul moment de israelieni. 
Victimele israeliene ale acestui război s-au soldat cu 2 agenți israelieni împușcați și uciși, un diplomat la Washington, un agent al Mosadului a fost omorât în 23 ianuarie 1973 la Madrid și, un italian suspectat de  Septembrie cel Negru a fost omorât la Roma în 1973.

### Reacția arabă
În timpul primului val de asasinări din octombrie 1972 - începutul lui 1973 a cauzat foarte multă consternare asupra oficialilor palestinieni a fost un raid la Lebanon Operațiunea Vara Tinereți n Aprilie 1973 a șocat lumea Arabă.Îndrăzneala misiuni plus faptul că lideri cum ar fi Yasser Arafat, Abu Iyad și Ali Hassan Salameh erau numai la câțiva yarzi de luptă contribuind la credința că Israel poate lovi oriunde și oricând. Operațiunea a avut și efectul  ca guvernul Arab să pună presiune pe Palestina să oprească atacurile împotrivă Israelului.

## Critici

### Ținte posibil greșite
În 2005 în cartea „Lovește înapoi” autorul  Aaron J. Klein (care spune că și-a bazat cartea pe interviurile cu ofițeri ai Mosadului implicați în misiuni) susține că Mosad avea doar un om conectat direct cu conflictul de la München. Atef Bseiso, a fost împușcat în Paris în 1992. Klein spune mai departe că Zwaiter primul palestinian care a murit a fost o greșeală în materie de asasinare. Între timp numai activiști palestinieni care s-a întâmplat să meargă neprotejați în Europa de Vest au fost uciși. Israelul a spus că acei oameni morți au fost implicați în PLO la München a susținut că aceștia erau oameni importanți așa că imaginea că Mosad este în stare să aducă moartea a crescut. Operațiunea nu a funcționat numai pentru a pedepsi pe cei de la München ci și pentru a opri alte acte teroriste scrie Klein. Pentru al doilea obiectiv un membru PLO mort este la fel de bun că și altul. Abu Daoud, unul dintre principalii organizatori ale masacrului de la München. El a spus într-un interviu, înainte de filmul Munich să apară, că Israelul nu a ucis oameni care direcționau atacul de la München. De asemenea, liderul lui Septembrie Negru, Abu Iyad, nu a fost  ucis de Israel chiar dacă a fost asasinat în 1991 în Tunisia de către Organizația lui Abu Nidal.

### Obiecții morale
Alte obiecții au fost metodele de asasinare în sine. În vreme ce campania a continuat, rudele atleților uciși au fost informate de ultimele atacuri. Simon Reeve scrie că unii s-au simțit îndreptați. Soția unui agent Mosad a numit operațiunea o operațiune îndreptată împotrivă celor care i-au slăbit sănătatea soțului ei.

### Efecte asupra operațiunilor  arabe
Totuși, alții au avut dubii asupra eficienței operațiunii în împlinirea obiectivelor sale. Ronen Bergman spune ca „Această campanie a oprit majoritatea teroriștilor din PLO din afara granițelor Israelului. Ne-a ajutat în orice mod să aducem pace în Est? Nu. Strategic vorbind a fost un dezastru complet”.